# Torre de Blosenberg

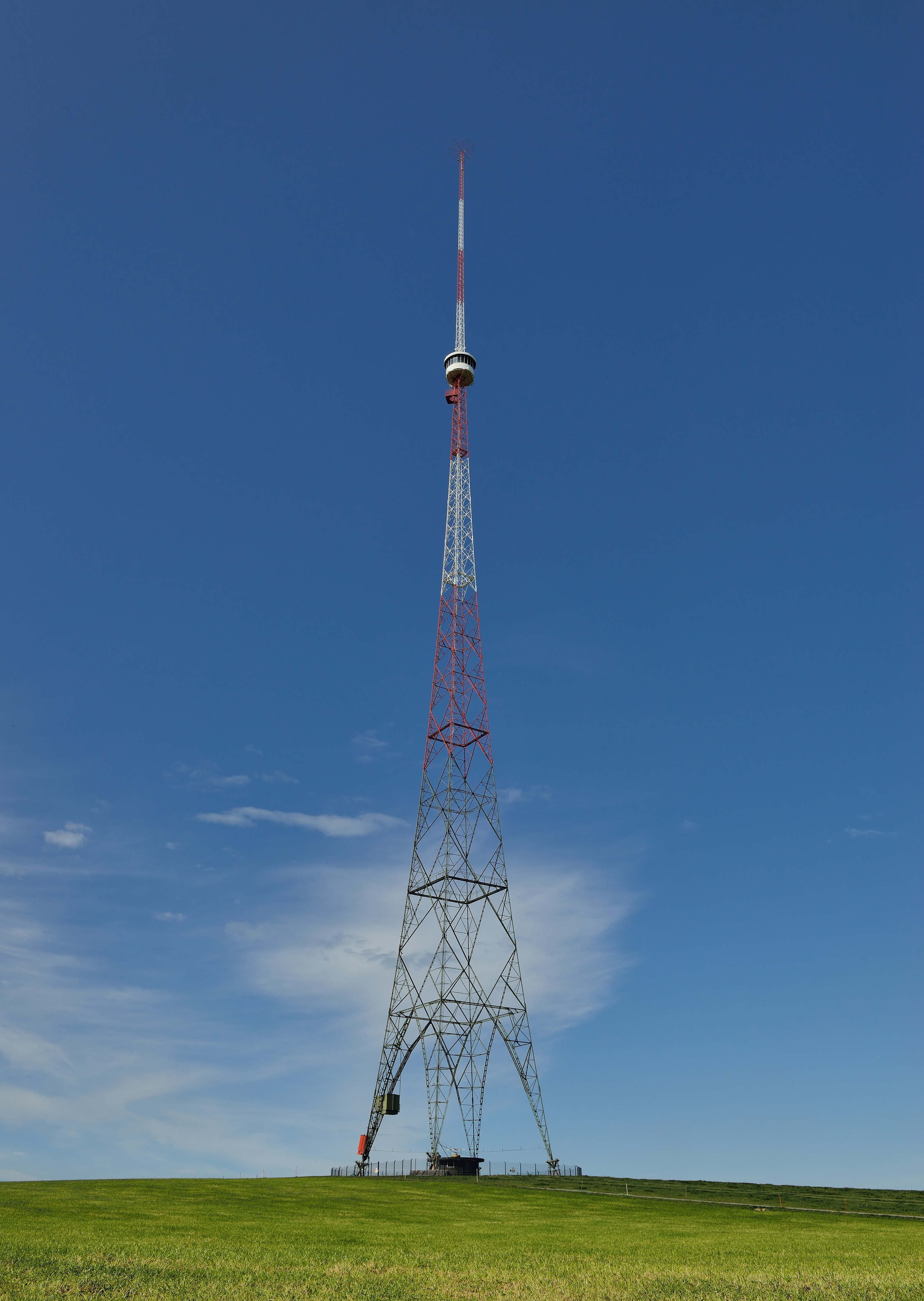
Torre de Blosenberg

La Torre de Blosenberg es una torre de comunicaciones situada en Beromünster (cantón de Lucerna, Suiza). Fue construida en 1937 para la estación de radio alemana DRS. La Blosenbergturm tiene una altura de 217 m y la estructura entera de la torre se utiliza como antena. Tiene una cabina a una altura de 150 m, conteniendo el equipo eléctrico necesario para emitir a 531 kHz.